# Wallyson Mallmann
Wallyson Teixeira Mallmann, oder einfach Wallyson Mallmann (* 16. Februar 1994 in Mato Grosso do Sul), ist ein brasilianischer Fußballspieler.

## Karriere
Wallyson Mallmann erlernte das Fußballspielen in der Jugendmannschaft von Espírito Santo SE in Brasilien sowie der Jugendmannschaft des FC Basel in der Schweiz. Seinen ersten Vertrag unterschrieb er 2012 bei seinem Jugendclub Espírito Santo ES in Colatina. Im gleichen Jahr erfolgte eine Ausleihe zum portugiesischen Club Sporting Lissabon nach Lissabon. Hier wurde er in der B-Mannschaft eingesetzt. Nach Ende der Leihe wurde er von Sporting fest verpflichtet. In seiner Zeit bei Sporting spielte er für das B–Team sowie die U–23–Mannschaft. Die Saison 2015/2016 wurde er an OGC Nizza ausgeliehen. Der französische Club aus Nizza spielte in der höchsten Klasse des Landes, der Ligue 1. Für Nizza spielte er in der ersten und zweiten Mannschaft. In der ersten Mannschaft absolvierte er 17 Spiele in der ersten Liga. In der zweiten Mannschaft wurde er viermal in der vierten Liga, der Championnat de France Amateur eingesetzt. Im Anschluss wechselte er ebenfalls auf Leihbasis bis Ende Januar 2017 nach Belgien, wo er in Lüttich bei Standard Lüttich in der Jupiler Pro League spielte. Im Anschluss wurde er bis Mitte 2017 an den portugiesischen Club Moreirense FC aus Moreira de Cónegos ausgeliehen. Der Club spielte in der höchsten Liga, der Primeira Liga. Vitória Setúbal, ein Club aus Setúbal, lieh ihn von Januar 2018 bis Juni 2018 aus. Der Zweitligist GD Estoril Praia aus Estoril lieh ihn von August 2018 bis Juni 2019 aus. Nach Vertragsende im September 2019 war er bis Mitte Januar 2020 vertrags- und vereinslos. Khon Kaen FC, ein Club aus Thailand, nahm ihn ab Mitte Januar 2020 unter Vertrag. Der Verein aus Khon Kaen spielt in der zweiten Liga, der Thai League 2.